# Трупные пятна
Тру́пные пя́тна (лат. livor mortis) являются, видимо, самым известным признаком наступления биологической смерти. Они относятся к ранним трупным явлениям и представляют собой, как правило, участки кожи синюшно-фиолетовой окраски. Возникают трупные пятна за счет того, что после прекращения сердечной деятельности и утраты тонуса сосудистой стенки происходит пассивное перемещение крови по сосудам под действием силы тяжести и концентрация её в нижерасположенных участках тела.

## Время возникновения
Первые трупные пятна появляются через 1—2 часа при острой смерти, при агональной — через 3—4 часа после момента наступления биологической смерти, в виде бледных участков окрашивания кожи. Максимума интенсивности окраски трупные пятна достигают к концу первой половины суток. В течение первых 10—12 часов происходит медленное перераспределение крови в трупе под действием силы тяжести. Трупные пятна могут быть ошибочно приняты за кровоподтёки, и наоборот. От такой ошибки предохраняет надрез: при кровоподтёках выступает свернувшаяся кровь, если же окрашивание происходит только от гипостаза, то, смотря по времени, прошедшему после смерти, — находят или только простую гиперемию, или же пропитывание соответственных тканей кровяной сывороткой.

## Характерная окраска
Так как трупные пятна — это просвечивающая через мягкие ткани и кожу кровь, то цвет трупных пятен зависит от причины смерти:
- При асфиксической смерти трупные пятна имеют интенсивный синюшно-фиолетовый цвет, как и вся кровь трупа, перенасыщенная углекислым газом.
- При отравлении угарным газом образуется карбоксигемоглобин, придающий крови ярко-красный цвет, и трупные пятна приобретают выраженный красновато-розовый оттенок. Такой же цвет они приобретают на некоторое время, если труп из тёплого помещения переносят в холодное или обратно.
- При отравлении цианидами трупные пятна имеют вишнёвый цвет.
- При смерти от переохлаждения и утопления в воде трупные пятна с розовато-красным оттенком.
- При отравлениях метгемоглобинобразующими ядами (нитраты, нитриты, бертолетова соль, метиленовая синька и другие) и на определённых стадиях гниения трупные пятна имеют серо-коричневатый оттенок.
- При смерти от массивной кровопотери при жизни теряется 60—70 % крови, трупные пятна выражены слабо, никогда не захватывают всей нижней поверхности трупа, имеют вид островков, отграниченных друг от друга, бледные, появляются в более поздние сроки.

## Этапы развития
При агональной смерти сроки появления и интенсивность окраски трупных пятен определяются продолжительностью терминального периода. Чем более длительный терминальный период, тем в более поздние сроки появляются и имеют более бледную окраску трупные пятна. Это явление связано с тем, что при агональной смерти кровь в трупе находится в состоянии различной степени свёртывания, в то время как при острой смерти кровь — жидкая.
В развитии трупных пятен в зависимости от сроков возникновения выделяют три фазы:
1. Стадия гипостаза — является начальной стадией развития трупного пятна, начинается сразу после прекращения активного кровообращения и заканчивается через 10 — 12 часов. В этой стадии трупные пятна при надавливании исчезают. При изменении позы трупа (переворачивании) пятна могут полностью переместиться в нижележащие отделы.
2. Стадия стаза или диффузии — трупные пятна начинают переходить в неё примерно через 14 часов после наступления биологической смерти. В этой стадии происходит постепенное сгущение крови в сосудах за счёт диффундирования плазмы через сосудистую стенку в окружающие ткани. В связи с этим при надавливании трупное пятно бледнеет, но полностью не исчезает и через некоторое время восстанавливает свою окраску. При изменении позы трупа (переворачивании) пятна могут частично переместиться в нижележащие отделы.
3. Стадия гемолиза или имбибиции — развивается примерно через 48 часов после момента биологической смерти. При надавливании на трупное пятно не происходит изменения окраски, а при переворачивании трупа — изменения локализации. В дальнейшем каких-либо трансформаций, кроме гнилостных изменений, трупные пятна не претерпевают.

## Значение и методы оценки
- трупные пятна — достоверный, наиболее ранний признак смерти;
- они отражают положение тела и возможные его перемены после смерти;
- позволяют ориентировочно определить время смерти;
- степень выраженности отражает быстроту наступления смерти;
- цвет трупных пятен служит диагностическим признаком при некоторых отравлениях или может указывать на условия, в которых находился труп;
- они позволяют говорить о характере предметов, на которых находился труп (хворост, складки белья и т. д.).

### Значение в констатации факта наступления биологической смерти
Судебно-медицинское значение трупных пятен заключается не только в том, что по ним можно определить давность наступления смерти. Основное их значение в том, что они являются достоверным признаком смерти: никакой прижизненный процесс (кроме менингококовых инфекций) не может имитировать трупные пятна. Появление трупных пятен свидетельствует о том, что сердце перестало работать как минимум 1—1,5 часа назад и, как следствие, уже произошли необратимые изменения в головном мозге в результате гипоксии.

### Значение в определении давности наступления смерти
Ранее считалось, что характер изменения трупного пятна при надавливании позволяет судебно-медицинским экспертам устанавливать давность наступления смерти. Анализируя поведение трупного пятна, необходимо учитывать причину смерти, темп её наступления (острая или агональная) и методику исследования. Достаточно приблизительные результаты могут быть получены при пальцевом надавливании на пятно, поэтому были разработаны стандартные методики с дозированной площадью и силой давления. Надавливание проводится стандартно откалиброванным динамометром. Автор методики В. И. Кононенко, опираясь на проведённые исследования, предложил таблицы для определения давности смерти по результатам динамометрии трупных пятен. Ошибка метода, по данным автора, находится в пределах ±2—4 часа. Отсутствие указаний на доверительный интервал ошибки является существенным недостатком методики, снижающим её значение для практического применения.
Однако дальнейший анализ результатов математической обработки показал, что экспериментальные данные отвергают гипотезу о распределении данных динамометрии трупных пятен по нормальному закону. Поэтому конкретная цифровая градация показателей динамометрии для соответствующих интервалов посмертного периода как самостоятельный диагностический тест в судебно-медицинской практике неприемлема. Трупные пятна образуются под влиянием множества факторов, данный процесс является индивидуальным как для конкретного трупа, так и для области локализации пятен. Показатели динамометрии можно использовать лишь как ориентировочный тест и только в совокупности с результатами исследования другими методами.